# Tiger Hai
Tiger Hai (Originaltitel: Tiger Shark) ist ein US-amerikanisches Filmdrama von Howard Hawks aus dem Jahr 1932 mit Edward G. Robinson in der Hauptrolle. Das Drehbuch basiert auf der Erzählung Tuna von Houston Branch.

## Handlung
Mike Mascarenhas ist gebürtiger Portugiese und lebt in San Diego. Er ist Fischer und jagt vorwiegend Thunfische. Bei einem Fischzug gerät sein Kutter in Seenot. Mike und seine Mannschaft müssen das Schiff verlassen. Ein Hai greift Mike an und beißt ihm eine Hand ab. Im folgenden Jahr geht ein Mannschaftsmitglied, Manuel Silva, über Bord und wird von den Haien, die dem Kutter folgen, getötet. Mike überbringt die Nachricht vom Tod Manuels dessen Tochter Quita. Die schöne Quita ist nun allein. Mike, der bislang keinen Bezug zu Frauen hatte, nimmt sich der jungen Frau an und versorgt sie mit Geld und Nahrung.
Mike macht Quita einen Heiratsantrag. Quita liebt Mike jedoch nicht, doch für Mike ist das egal, er akzeptiert sie so, wie sie ist. Mikes Großzügigkeit berührt Quita, die in die Hochzeit einwilligt. Quita verliebt sich jedoch in Pipes Boley, Mikes Bootsmann. Pipes will die Stadt verlassen, als er von Quitas Gefühlen für ihn erfährt. Er wird jedoch bei seiner Arbeit von einem Fischerhaken schwer verletzt. Mike bringt ihn zur Erholung in sein Haus. Quita versorgt Pipes, und die Liebe der beiden zueinander vertieft sich.
Als Pipes wieder gesund ist, begleitet Quita ihn und ihren Mann auf einem Fischzug. Von ihren Gefühlen übermannt umarmt sie Pipes, obwohl Mike dabei ist. Mike wird zornig, schlägt Pipes nieder und verfrachtet ihn in ein leckgeschlagenes Beiboot. Mike beobachtet, wie die Haie das Boot umkreisen. Sein Fuß gerät dabei in die Halteleine und er wird über Bord gezogen. Die Haie greifen ihn an, seine Männer ziehen ihn und Pipes zurück an Bord. Der schwer verletzte Mike bittet Pipes und Quita um Vergebung und stirbt.

## Hintergrund
Gedreht wurde auf Hawaii, in San Diego und Monterey. Für die Kostüme war Orry-Kelly verantwortlich, musikalischer Direktor war Leo F. Forbstein.
Der Film wurde am 22. September 1932 in den USA uraufgeführt. Die deutsche Erstaufführung fand am 14. März 1933 im Berliner Atrium statt. Der Film erschien in einer deutschen Synchronfassung. Für Edward G. Robinson sprach Leonard Steckel. In einer neueren Synchronisation lieh Harald Juhnke dem Hauptdarsteller seine Stimme. Seine deutsche TV-Premiere hatte der Film am 30. September 1968 im ARD-Programm.

## Kritiken
Variety bezeichnete den Film seinerzeit als straff und außerordentlich gut gespielt und inszeniert. Mordaunt Hall von der New York Times lobte besonders Hauptdarsteller Robinson, der den Fischer glänzend spiele. Auch Arlen, Johann und Ricciardi hätten ihre Rollen gut gespielt. Channel 4 hob den Film als einen der besten Frühwerke des Regisseurs hervor. Der TimeOut Filmguide bezeichnete den Film als kleines aber höchst unterhaltsames Abenteuer.
Das Lexikon des internationalen Films urteilte: „Fabulierfreudiger Abenteuerfilm mit melodramatischen Akzenten und einigen Anleihen bei Melvilles Moby Dick. Geschickt erzählt und intelligent in der Balance zwischen heiteren und ernsten Elementen inszeniert.“ Nach der Fernsehpremiere am 30. September 1968 im Programm der ARD gelangte der Evangelische Film-Beobachter zu folgender Einschätzung: „Was sich in der Nacherzählung wie ein Achtgroschen-Roman ausnimmt, wurde in Hawks’ Bildern und dank der Darstellungskraft Edward G. Robinsons zu einem saftigen Stück Leben – sehenswert und interessant – trotz der Patina des Alters.“